# Хамокераса
Хамокераса (грч. Χαμοκέρασα) је насељено место у општини Паранести у. године имало  периферији Источна Македонија и Тракија, Грчка. Према попису из 2021. године било је 65 становника.
Хамокераса је 1913. године имала 100 житеља Турака. Године 1923. турско становништво је принудно исељено у Турску а на њихово место је насељено око 50 грчких избегличких породица, којих је на попису из 1928. године било 155. Село се раније звало Чилеклер.